# Karen Brutenc
Karen Nersesowicz Brutenc (ros. Каре́н Нерсе́сович Бруте́нц, 1924–2017) – radziecki działacz partyjny i orientalista narodowości ormiańskiej.
Odd 1945 był członkiem WKP(b), ukończył Azerbejdżański Państwowy Instytut Medyczny, Azerbejdżański Uniwersytet Państwowy i Akademię Nauk Społecznych przy KC KPZR. Doktor nauk historycznych, kandydat nauk filozoficznych, profesor. W latach 1946–1950 pracował jako lekarz. Od 1950 funkcjonariusz partyjny, 1961-1976 pracownik aparatu KC KPZR, 1976-1986 zastępca kierownika, a 1986-1991 I zastępca kierownika Wydziału Międzynarodowego KC KPZR, 1986-1990 zastępca członka KC KPZR. Pochowany na Cmentarzu Kuncewskim w Moskwie.

## Publikacje
- Piotr Fiedosiejew, Jurij Krasin, Karen Brutenc, i in.: Основы научного коммунизма (Podstawy naukowego komunizmu). Pod redakcją Piotra Fiedosiejewa. Moskwa: Политиздат, 1967, seria: Akademia Nauk Społecznych przy KC KPZR. (ros.). Brak numerów stron w książce